# Morti nel 1547
| Questa pagina contiene informazioni ricavate automaticamente dalle voci biografiche con l'ausilio del template Bio e di un bot. L'aggiornamento è periodico e automatico e ricostruisce completamente la pagina. Se manca una persona in questa lista, sei pregato di non aggiungerla, ma accertati piuttosto che la sua voce biografica contenga il template Bio e che i dati anagrafici siano correttamente compilati. Se il template Bio manca, inseriscilo tu stesso o, in alternativa, metti l'avviso {{tmp\|Bio}} che ne segnala la mancanza. Se i dati riportati sono sbagliati, correggi direttamente la voce biografica; le modifiche saranno visibili in questa lista entro pochi giorni. Per chiarimenti vedi il progetto biografie. La lista contiene solo le 69 persone che sono citate nell'enciclopedia e per le quali è stato implementato correttamente il template Bio. Pagina aggiornata al 18 lug 2025. |

## Gennaio(10)
- 2 gennaio - Giannettino Doria, nobile e ammiraglio italiano (n. 1510)
- 2 gennaio - Giovanni Luigi Fieschi, nobile italiano (n. 1523)
- 5 gennaio - Alberto VII di Meclemburgo-Güstrow, nobile tedesco (n. 1486)
- 15 gennaio - Mahmud Shah II di Kedah, sovrano malese
- 16 gennaio - Johannes Schöner, matematico e astrologo tedesco (n. 1477)
- 17 gennaio - Roberto Pucci, cardinale italiano (n. 1463)
- 18 gennaio - Pietro Bembo, cardinale, scrittore e grammatico italiano (n. 1470)
- 19 gennaio - Henry Howard, conte di Surrey, nobile, politico e poeta inglese (n. 1517)
- 27 gennaio - Anna Jagellone, principessa ungherese (n. 1503)
- 28 gennaio - Enrico VIII d'Inghilterra, re inglese (n. 1491)

## Febbraio(5)
- 6 febbraio - Konrad Adelmann von Adelmannsfelden, umanista tedesco (n. 1462)
- 7 febbraio - Federico Delfino, astronomo, filosofo e matematico italiano (n. 1477)
- 18 febbraio - Giulia da Varano, nobile italiana (n. 1523)
- 25 febbraio - Vittoria Colonna, nobile e poetessa italiana
- 28 febbraio - Filippina di Gheldria, nobile francese (n. 1467)

## Marzo(5)
- 6 marzo - Enrico Loffredo, vescovo cattolico italiano (n. 1507)
- 8 marzo - Giulio Ferretti, giurista italiano (n. 1480)
- 15 marzo - Diego de Enzinas, umanista spagnolo
- 16 marzo - François Vatable, ebraista e teologo francese
- 31 marzo - Francesco I di Francia, re francese (n. 1494)

## Aprile(3)
- 1º aprile - Maria di Lussemburgo-Saint-Pol, nobile francese
- 11 aprile - Dorotea di Danimarca, principessa danese (n. 1504)
- 23 aprile - Antonicca del Balzo, nobile italiana

## Maggio(2)
- 2 maggio - Caspar Borner, umanista tedesco (n. 1492)
- 10 maggio - Francisco de los Cobos y Molina, nobile spagnolo

## Giugno(2)
- 9 giugno - Pedricco de' Medici, nobile italiano (n. 1546)
- 21 giugno - Sebastiano del Piombo, pittore italiano (n. 1485)

## Luglio(2)
- 17 luglio - Giovanni Corsi, umanista e diplomatico italiano (n. 1472)
- 20 luglio - Beato Renano, avvocato, editore e scrittore tedesco (n. 1485)

## Agosto(5)
- 4 agosto - Fra Paolino da Pistoia, pittore italiano (n. 1488)
- 7 agosto - Gaetano Thiene, presbitero italiano (n. 1480)
- 15 agosto - Pier Maria III de' Rossi, generale italiano (n. 1504)
- 22 agosto - Niccolò Ardinghelli, cardinale italiano (n. 1503)
- 27 agosto - Hans Haller, orafo tedesco (n. 1505)

## Settembre(7)
- 4 settembre - Caterina Mattei, monaca cristiana italiana (n. 1486)
- 6 settembre - Tommaso Badia, cardinale italiano (n. 1483)
- 10 settembre - Pier Luigi Farnese, nobile italiano (n. 1503)
- 10 settembre - Ippolita Gonzaga di Ludovico, conte di Rodigo, nobildonna italiana
- 17 settembre - Federico II di Legnica, polacco (n. 1480)
- 19 settembre - Johann von der Leiter, nobile tedesco
- 27 settembre - Eleanor Brandon, nobile britannica (n. 1519)

## Ottobre(4)
- 6 ottobre - Domenico Pastorello, arcivescovo cattolico italiano
- 18 ottobre - Jacopo Sadoleto, cardinale, vescovo cattolico e umanista italiano (n. 1477)
- 19 ottobre - Perin del Vaga, pittore italiano (n. 1501)
- 27 ottobre - Pedro de los Ríos y Gutiérrez de Aguayo, esploratore spagnolo

## Novembre(1)
- 15 novembre - Martinho de Portugal, arcivescovo cattolico, diplomatico e nobile portoghese (n. 1485)

## Dicembre(3)
- 2 dicembre - Hernán Cortés, militare, condottiero e nobile spagnolo (n. 1485)
- 17 dicembre - Pellegrino da San Daniele, pittore italiano (n. 1467)
- 28 dicembre - Konrad Peutinger, umanista, antiquario e diplomatico tedesco (n. 1465)

## Senza giorno specificato(20)
- Samuele Abarbanel, banchiere e mecenate portoghese (n. 1473)
- Stephan Agricola, teologo tedesco
- Lodovico Alighieri, nobile, giurista e politico italiano (n. 1498)
- Lazare de Baïf, umanista e religioso francese (n. 1496)
- Francesco Boccardi, miniatore italiano
- Giovanni Cariani, pittore italiano
- Eucharius Cervicornus, tipografo tedesco (n. 1516)
- André de Foix, generale francese (n. 1490)
- Hadım Suleiman Pascià, politico turco
- Giovanni da Medina, religioso, teologo e ambasciatore spagnolo (n. 1490)
- Jacopo Antonio Morigia, presbitero e religioso italiano (n. 1497)
- John Redford, compositore e organista inglese
- Valerius Anshelm, scrittore svizzero (n. 1475)
- Pedro Sancho de la Hoz, scrittore spagnolo (n. 1514)
- Peter Schöffer il Giovane, tipografo tedesco
- Ottaviano Maria Sforza, patriarca cattolico italiano (n. 1477)
- Giovanni Vincenzo de Luna, nobile, politico e militare italiano
- Louise de Montmorency, nobildonna francese (n. 1496)
- Luca d'Andrea della Robbia, scultore italiano
- Üveys Pascià, politico ottomano (n. 1512)